# دستبرد به ایرفرانس
دزدی ایرفرانس یک سرقت بزرگ بود که در آوریل ۱۹۶۷ رخ داد، زمانی که همراهان خانواده جنایتکار لوچس ۴۲۰۰۰۰ دلار (معادل تقریباً ۴ میلیون دلار در ۲۰۲۱) از ترمینال باری ایرفرانس در فرودگاه بین‌المللی JFK شهر نیویورک سرقت کردند. در حالی که در سال ۱۹۶۷ دزدی‌های محموله زیادی در فرودگاه JFK رخ داد، این بزرگ‌ترین سرقت نقدی بود که در آن زمان رخ داده بود. این دزدی توسط هنری هیل، رابرت مک ماهون، تامی دسیمون و مونتاگ مونتمورو و بر اساس اطلاعات مک ماهون انجام شد. هیل معتقد بود این دزدی از ایرفرانس بود که او را نزد مافیا محبوب کرد.

## برنامه‌ریزی
ایرفرانس حامل ارز آمریکایی بود که در آسیای جنوب شرقی مبادله شده بود. ایرلاین فرانسه قرارداد بسته بود که پول را برای سپرده گذاری نزد بانک‌های آمریکایی به ایالات متحده بازگرداند. این پول معمولاً در کیسه‌های کتانی حمل می‌شد که هر کدام حاوی ۶۰۰۰۰ دلار آمریکا بود و ایرفرانس تا سقف ۱ میلیون دلار در هفته به این روش حمل می‌کرد. پول در یک اتاق ضدسرقت بلوک سیمانی با یک نگهبان شبانه‌روزی ذخیره شده بود.
به گفته رابرت مک ماهون، که برای عملیات باربری ایرفرانس کار می‌کرد، هواپیماهای ایرفرانس به‌طور مرتب سه یا چهار بسته ۶۰۰۰۰ دلاری را در یک زمان تحویل می‌دادند و او به هنری هیل گفت که سه یا چهار مرد با تپانچه می‌توانند به راحتی آن را بدزدند. با این حال، پیش‌بینی اینکه چه زمانی پول وجود خواهد داشت، دشوار بود، بنابراین سرقت خطرناک بود. هیل تصمیم گرفت که بهتر است کلید را بدزدد تا بتوانند در یک لحظه بدون اطلاع دادن به ایرفرانس مبنی بر اطلاع از پول، اقدام به سرقت پول کنند. عملیات شناسایی نشان داد که سخت‌ترین مانع، نگهبان امنیتی است که کلید را همیشه، حتی در روزهای تعطیل، نزد خود نگه می‌دارد.
نفوذ به خانه نگهبان یک آسیب‌پذیری بالقوه را نشان داد: زنان. مک ماهون، نگهبان را با یک فاحشه گران‌قیمت در متل The Jade East واقع در نزدیکی فرودگاه بین‌المللی JFK آشنا کرد. با گذشت زمان، نگهبان و فاحشه صمیمی شدند. پس از چند بار اجرای آزمایشی حمله، مک ماهون و فاحشه توانستند آنقدر حواس نگهبان را منحرف کنند تا هیل کلید را از شلوارش بیرون بیاورد و از آن کپی کند.

## عملیات
مک ماهون اطلاعاتی دریافت کرد که محموله‌ای بین ۴۰۰۰۰۰ تا ۷۰۰۰۰۰ دلار در روز جمعه ۷ آوریل ۱۹۶۷ تحویل داده خواهد شد. از نظر او بهترین زمان برای سرقت واقعی درست قبل از نیمه شب بود، زمانی که نگهبان در استراحت برای صرف غذا به سر می‌برد.
در روز سرقت، هیل و تامی دسیمون با یک چمدان خالی به سمت ترمینال باری ایرفرانس در فرودگاه بین‌المللی جان اف کندی رفتند، در ساعت ۱۱:۴۰ شب، آنها وارد ترمینال باربری ایرفرانس شدند. مک ماهون گفت که آن‌ها باید فقط وارد ترمینال شوند، زیرا مردم اغلب برای تحویل چمدان‌های گمشده به ترمینال می‌آمدند. دسیمون و هیل بدون هیچ چالشی وارد منطقه بدون نگهبان شدند. قفل در را با کلید کپی شده باز کردند. با استفاده از یک چراغ قوه کوچک هفت کیسه را پیدا کردند که داخل چمدان گذاشتند و رفتند. نه زنگ خطر به صدا درآمد، نه گلوله ای شلیک شد و نه کسی زخمی شد. این سرقت تا روز دوشنبه بعد از آن کشف نشد، زمانی که کامیون ولز فارگو برای تحویل گرفتن پول نقد به شرکت بانکداری فرانسوی آمریکایی رسید.

## به تصویر کشیدن در فیلم
این سرقت در فیلم دسته سیسیلی‌ها محصول ۱۹۶۹ توسط هانری ورنوی و فیلم رفقای خوب ساخته مارتین اسکورسیزی در سال ۱۹۹۰ به تصویر کشیده شد. فیلم آخر این سرقت را به عنوان یک سرقت به کمک نیروهای داخلی به تصویر می‌کشد، یعنی نگهبان امنیتی به سادگی کلیدی به هنری هیل می‌دهد (که بر خلاف حقیقت کپی کردن کلید است)، و همچنین از دزدی بسیار پرسودتر لوفت‌هانزا در سال ۱۹۷۸ برای نشان دادن عواقب مرگبار موارد دعوای داخلی بین سارقان استفاده کرد.